# Altenbrückertorstraße
Die Straße Altenbrückertorstraße liegt im Südosten des Stadtzentrums von Lüneburg. Die Quelle der IDs und der Beschreibungen ist der Denkmalatlas Niedersachsen.

## Lage
Die Altenbrückertorstraße verläuft in West-Ost-Richtung aus der Stadtmitte bis zum Bahnhof, sie beginnt an der Straße Bei der Johanniskirche. Während ihres Verlaufes überquert sie die Ilmenau und den Lösegraben. Von der Straße gehen ab oder kreuzen folgende Straßen (von West in Richtung Ost): Bei der Johanniskirche, Ilmenaustraße, nördlich die Schießgrabenstraße, südlich die Friedrich-Ebert-Brücke, nördlich die Altenbrückendamm, südlich An der Wittenberger Bahn und die Bahnhofstraße. Unter den Bahnbrücken geht die Straße in östlicher Richtung als Dahlenburger Landstraße weiter. Die Länge der Straße beträgt etwa 330 Meter. Die Hausnummerierung beginnt im Westen an der südlichen Straßenseite und läuft hufeisenförmig zurück zur nördlichen Straßenseite im Westen.

## Geschichte
Die Straße existiert mindestens seit dem 13. Jahrhundert. Solange ist eine hölzerne Brücke über die Ilmenau bekannt, die hier eine Furt zur Überquerung des Flusses nutzte. Daher auch der Name Vor dem Altenbrückertore, diese wurde 1860 in den Namen Altenbrückertorstraße geändert. Bekannt ist, dass die Familie von Wittdorf im Jahre 1530 Brückengeld nahm. Im Jahre 1581 kaufte der Rat der Stadt Lüneburg die Brücke mit allen Verpflichtungen von Herzog Wilhelm der Jüngere ab. Die letzte hölzerne Brücke wurde 1823/1824 erbaut. Diese Brücke wurde im Jahre 1876 durch die erste steinerne Brücke ersetzt. Von 1968 bis 1969 wurde die Straße verbreitert und die erste steinerne Brücke ersetzt, dabei wurde das alte Brückengeländer wiederverwendet.

## Baudenkmale
In der Straße befinden sich zehn Baudenkmale.
| Lage                                                    | Bezeichnung         | Beschreibung | ID       | Bild |
| ------------------------------------------------------- | ------------------- | --- | -------- | ---- |
| Ilmenaubrücke 53° 14′ 52″ N, 10° 24′ 54″ O              | Brückengeländer     | Das Geländer besteht aus rechteckigen Feldern, die quer liegen. In der Mitte des Feldes befindet sich ein Tondo, dieses ist umrahmt von Palmetten. Auf den Tondi befindet sich abwechselnd entweder eine Meerjungfrau oder zwei Delphine. Das Mittelfeld der Nordseite macht davon eine Ausnahme, hier befindet sich im Tondo das Stadtwappen. Darunter steht „Lüneburger Eisenwerk“ und die Jahreszahl „1876“.           | 30683653 |      |
| Altenbrückertorstraße 1 53° 14′ 50″ N, 10° 24′ 49″ O    | Wohnhaus            | Das Haus befindet sich an der Ecke Bei der Ratsmühle (vor 1872 Ziegenmarkt) und ist gegenüber der Straßenflucht zurückgesetzt. Seit 1566 steht hier ein Haus, bis in die Mitte des 20. Jahrhunderts war es eine Schmiede. Seit 1991 befindet sich hier eine Gaststätte. | 30669886 |      |
| Altenbrückertorstraße 3 53° 14′ 51″ N, 10° 24′ 50″ O    | Wohnhaus            | Das traufständige Haus wurde wahrscheinlich im 16. Jahrhundert erbaut. Im Jahre 1876 wurde es um zwei Geschosse aufgestockt, es hat ein flaches Satteldach. | 30670117 |      |
| Altenbrückertorstraße 4 53° 14′ 51″ N, 10° 24′ 51″ O    | Wohnhaus            | Das Haus hat drei Geschosse und ein Zwischengeschoss. Es steht traufständig und hat ein flaches Pultdach. Das Baujahr ist unbekannt, wahrscheinlich wurde es im 16. oder 17. Jahrhundert erbaut. Die Fassade ist schlicht und hat drei Achsen. | 30670099 |      |
| Altenbrückertorstraße 5 53° 14′ 51″ N, 10° 24′ 51″ O    | Wohn-/Geschäftshaus | Das Haus wurde 1907 aus Ziegeln erbaut. Es hat vier Geschosse. | 30669998 |      |
| Altenbrückertorstraße 6 53° 14′ 51″ N, 10° 24′ 51″ O    | Wohn-/Geschäftshaus | | 30670021 |      |
| Altenbrückertorstraße 9/10 53° 14′ 53″ N, 10° 24′ 55″ O | Wohnhaus            | Die Villa „Olga“ wurde von 1894 bis 1895 erbaut. Zu der Villa gehören ein Vorgarten und ein großes Gartengrundstück. Im Jahre 1933 wurde es zu einem Zweifamilienhaus umgebaut, seit 1949 befand sich hier ein Kinderheim, heute ist es ein Heim für Jugendliche. Es ist ein zweigeschossiges Haus mit Souterrain und Mansarddach. An der Ecke Südseite befindet sich ein Turm, rechts und links davon Risalite mit Dach. | 30654544 |      |
| Altenbrückertorstraße 12 53° 14′ 52″ N, 10° 24′ 52″ O   | Nebengebäude        | Das heutige Wohnhaus Nr. 12 ist ein zweigeschossiger Speicher und steht nördlich der Nr. 11 an der Ilmenauer Straße. | 30669940 |      |
| Altenbrückertorstraße 14 53° 14′ 52″ N, 10° 24′ 50″ O   | Wohnhaus            | Das Haus war von 1561 bis 1761 ein Brauhaus. Von 1889 bis 1972 wurde das Haus als Bäckerei genutzt. Es ist ein zweigeschossiger Bau aus dem 16. Jahrhundert, kann aber noch älter sein. Im 18. Jahrhundert wurde es umgebaut. | 30670044 |      |
| Altenbrückertorstraße 15 53° 14′ 51″ N, 10° 24′ 50″ O   | Wohnhaus            | Das Haus wurde wohl im 16. Jahrhundert erbaut, allerdings wurde es öfter umgebaut. Es ist ein zweigeschossiges Fachwerkhaus. Zum Wohnhaus gehört ein Hofflügel mit der ID 30646262. | 30670062 |      |
| Altenbrückertorstraße 16 53° 14′ 51″ N, 10° 24′ 50″ O   | Wohnhaus            | Das giebelständige Haus stammt wahrscheinlich aus dem 16. Jahrhundert. | 30670081 |      |